# Humanes
Humanes là một đô thị trong tỉnh Guadalajara, Castile-La Mancha, Tây Ban Nha.